# Chieh Tsao
Chieh Tsao (chinesisch: 曹节) (* 27. Dezember 1953 in Singapur; † Oktober 1996 in Singapur) war ein singapurischer Komponist, Ingenieur und Mathematiker.

## Leben
Tsao erhielt seine Grundausbildung am St Michael's und St Joseph's Institut in Singapur und studierte Klavier bei Victor Doggett, wo er sein Licentiate of the Royal Schools of Music (LRSM) für Klavier im Alter von 18 Jahren erlangte. Mit einem Stipendium der Singapore Armed Forces konnte er sein Ingenieurstudium am Universität Manchester Institute of Science and Technology bestreiten. Während der Zeit in England konnte er verschiedene Seminare für Orchestrierung am Manchester Music Department belegen, aber seine vornehmliche Informationsquelle war das Studium von Partituren und der Besuch von Konzerten mit einem möglichst breiten Repertoire.
Nach seiner Rückkehr nach Singapur 1975 arbeitete er für das Ministerium für Landesverteidigung in Singapur (MINDEF) an verschiedenen Aspekten der Landesverteidigung und konnte ab 1980 mit einem Stipendium weitere Diplomstudiengänge an der Stanford-Universität in den Vereinigten Staaten belegen. In Stanford studierte er auch Komposition bei Leland Smith. Sein musikalisches Talent trat hervor, als er den ersten Preis beim Paul-und-Jean-Hanna-Musikwettbewerb mit seinen Four Songs from Romantic Poets gewann. 1986 wurde er mit dem Outstanding Young Person’s Award für sein großes Orchesterwerk Singapore – Sinfonische Suite für großes Orchester erneut ausgezeichnet. Tsao erlangte seinen Master of Arts in Music Composition, seinen Master of Science in Mathematics und promovierte als Ph. D. in Elektroingenieurwissenschaften.
1985 kam er zurück nach Singapur und verfolgte seine Karriere beim MINDEF und später bei der Defence Science Organisation. Er führte große wissenschaftliche Untersuchungen auf dem Gebiet der Radartechnik durch. Außerdem war er Adjunct Senior Lecturer an der Fakultät für Ingenieurwissenschaften der National University of Singapore. 1995 verließ er die militärische Organisation, um Vorstandsvorsitzender der Sembawang Corporation zu werden. In seiner Freizeit komponierte er Werke für Orchester und experimentierte mit mikrotonaler Musik für Synthesizer und Computer. Des Weiteren plante er, eine Oper zu schreiben, die auf der Legende aus dem singapurischen Bukit Merah basierte. Er konnte dies Vorhaben jedoch nicht mehr verwirklichen, da er im Alter von 42 Jahren einem Krebsleiden erlag.

## Kompositionen

### Werke für Orchester
- 1982–1983 Overture in C
- 1984–1985 Singapore, sinfonische Suite für großes Orchester
  1. Prelude & Fugue
  2. March
  3. Scherzo
  4. Passacaglia
  5. Finale
- 1987–1988 Stasis
- 1989–1990 Amidst the sough of winds...., nach zwei Gedichten (Finger of the Cape und A Boy Drowns) von Edwin Thumboo für Sprecher und Orchester
- 1991–1992 Prelude, Interlude and Fugato, für Orchester
- 1994 Two Little Pieces, für Orchester
  1. Idyll
  2. Dance

### Werke für Harmonieorchester
- 1988 Singapore Artillery Centennial March 1988

### Vokalmusik
- 1984 Four Songs from Romantic Poets, für Sopran und Kammerensemble
- 1995 Old House at Ang Siang Hill, für Sopran und Klavier

### Kammermusik
- 1980 Canzone, für Flöte und Klavier
- 1980 Roundelay, für Flöte und Klavier
- 1981 Idyll, für Flöte und Klavier
- 1982 Toccata, für Flöte und Klavier
- 1984 Caprice, für zwei Flöten und Klavier
- 1984 Movements, für Flöte, Klavier und Streichquartett
- 1988 Variations, für Kammerensemble

### Werke für Klavier
- 1983 Sonata

### Elektronische Musik
- 1994 Sine.Mus
- 1994–1995 Test piece for KW, für Computer
- 1994–1995 Rhapsody for synthesized flute on a 17-tone scale
- 1994–1995 Study in four temperaments

## Veröffentlichungen
- Chieh Tsao: Matrix Quantization of LPC Speech Using the Generalized Lloyd Algorithm, Dissertation Ph.D., Stanford University, 1985.

| Personendaten    | Personendaten                                        |
| ---------------- | ---------------------------------------------------- |
| NAME             | Tsao, Chieh                                          |
| ALTERNATIVNAMEN  | 曹节 (chinesisch)                                    |
| KURZBESCHREIBUNG | singapurischer Komponist, Ingenieur und Mathematiker |
| GEBURTSDATUM     | 27. Dezember 1953                                    |
| GEBURTSORT       | Singapur                                             |
| STERBEDATUM      | Oktober 1996                                         |
| STERBEORT        | Singapur                                             |